# 那帕塔
18°32′N 31°50′E / 18.53°N 31.84°E

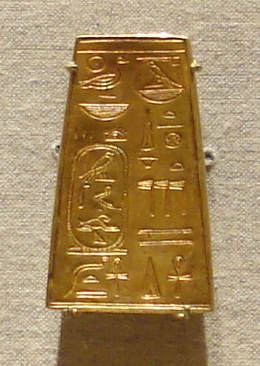
那帕塔的金项链（公元前6世纪），刻有圣书体。

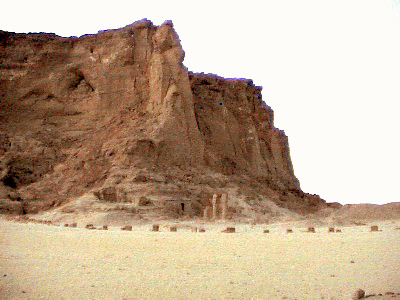
博爾戈爾山脚下Amun神庙最后几根伫立的柱子。

那帕塔（英語：Napata）是古努比亚的一个城邦，位于尼罗河的西岸、如今的北方州卡里马，于公元前15世纪由图特摩斯三世在攻下努比亚后建立。